# San Bernardino (Califórnia)
San Bernardino é uma cidade localizada no estado norte-americano da Califórnia, no condado de San Bernardino, do qual é sede. Foi incorporada em 10 de agosto de 1869. É a cidade onde foi fundada a empresa McDonald's.

## Geografia
De acordo com o United States Census Bureau, a cidade tem uma área de 154,5 km², onde 153,3 km² estão cobertos por terra e 1,1 km² por água.

## Demografia
Segundo o censo nacional de 2010, a sua população é de 209 924 habitantes e sua densidade populacional é de 1 369,12 hab/km². É a cidade mais populosa do condado de San Bernardino. Possui 65 401 residências, que resulta em uma densidade de 426,55 residências/km².